# بووتا (استان اوپوله)
بووتا (به لهستانی: Błota) یک منطقهٔ مسکونی در لهستان است که در گمینا لوبشا واقع شده‌است.